# مرصد الصحراء والساحل
مرصد الصحراء والساحل (بالفرنسية: Observatoire du Sahara et du Sahel)‏ هي منظمة حكومية دولية ذات بعد أفريقي، أسست سنة 1992 في تونس العاصمة في تونس.

المرصد يتكون من 23 دولة أفريقية عضو، و5 دول أعضاء غير أفريقيين، و10 منظمات دولية (منهم 4 منظمات إقليمية يمثلون غرب وشرق وشمال أفريقيا) ومنظمة غير حكومية واحدة.

يختص المرصد في المراقبة البيئية والتصرف في الموارد الطبيعية، وكذلك الضغط على أعضائه لتفعيل المعاهدات والاتفاقيات المتعددة الأطراف على الطبيعة، خاصة منها حول التصحر والتنوع الحيوي والتغييرات المناخية.

## الدول والمنظمات الأعضاء

### الدول
الدول الأفريقية:
| - الجزائر - بوركينا فاسو - الرأس الأخضر - ساحل العاج - جيبوتي - مصر | - إرتريا - إثيوبيا - غامبيا - غينيا بيساو - كينيا - ليبيا | - مالي - المغرب - موريتانيا - النيجر - أوغندا - السنغال | - الصومال - السودان - جنوب السودان - تشاد - تونس |

الدول الغير الأفريقية:
| - ألمانيا - كندا | - فرنسا - إيطاليا | - سويسرا |

### المنظمات
| - مركز الأعمال والانجازات الدولية - لجنة حوض بحيرة تشاد - تجمع دول الساحل والصحراء - اللجنة الدائمة بين الدول لمكافحة الجفاف في الساحل - منظمة الأغذية والزراعة | - الهيئة الحكومية للتنمية - اتحاد المغرب العربي - اتفاقية الأمم المتحدة لمكافحة التصحر - منظمة الأمم المتحدة للتربية والعلم والثقافة |

## برنامج العمل

### البيئة: مشروع RepSahel
مشروع RepSahel، أي «تحسين صمود السكان في منطقة الساحل الأفريقي في وجه التغيرات البيئية»، يهدف إلى إنشاء وتعزيز آليات المراقبة والرصد البيئية وتقييم برامج العمل البيئية لدول غرب أفريقيا. كما يهدف إلى الاستفادة بشكل أفضل من البيانات والمعرفة من خلال أدوات ومنتجات لدعم اتخاذ القرارات من أجل إدارة أفضل للموارد الطبيعية في البلدان.

يهم هذا المشروع دول غرب أفريقيا وتشاد، الذي يهمهم الجدار الأخضر الكبير (بوركينا فاسو، مالي، موريتانيا، النيجر، نيجيريا، السنغال وتشاد).

## == مقالات ذات صلة
- الصحراء الكبرى
- الساحل

## روابط خارجية
- الموقع الرسمي.
  - موقع مشروع RepSahel.
  - موقع مشروع SASS.